# Telefe Internacional
Telefe Internacional è la versione internazionale della rete televisiva argentina Telefe.
Lanciata nel 1998, ritrasmette i programmi prodotti da Telefe in tutta l'America Latina, gli Stati Uniti d'America, in Oceania, in Europa e in Israele.
Il segnale è trasmesso dal satellite Intelsat 34.